# Elatotrypes hoferi
Elatotrypes hoferi é uma espécie de coleóptero da tribo Callidiini (Cerambycinae); com distribuição restrita aos Estados Unidos.

## Sistemática
- Ordem Coleoptera
  - Subordem Polyphaga
    - Infraordem Cucujiformia
      - Superfamília Chrysomeloidea
        - Família Cerambycidae
          - Subfamília Cerambycinae
            - Tribo Callidiini
              - Gênero Elatotrypes
                - E. hoferi (Fisher, 1919)